# Ginebra (kommun)
Ginebra är en kommun i Colombia.   Den ligger i departementet Valle del Cauca, i den centrala delen av landet, 250 km väster om huvudstaden Bogotá. Antalet invånare är 19 268. Arean är 313 kvadratkilometer.
Terrängen i Ginebra är bergig åt nordost, men åt sydväst är den kuperad.